# Дон-Урал
Дон-Урал — бывший посёлок в Городовиковском районе Калмыкии. Располагался на левом берегу реки Башанта в 3 км к западу от ставки Большедербетовского улуса — посёлка Башанта. В 1970 году включён в состав рабочего посёлка Башанта (в настоящее время город Городовиковск). В настоящее время — улица Дон-Урал.

## История
Основан в начале 1920-х годов как переселенческий посёлок.
В 1920 году после образования Калмыцкой автономной области калмыкам Оренбуржья, Дона, Урала и Терека было предложено переселиться на территорию Калмыкии. Это предложение было принято многими калмыками Приуралья и Северного Кавказа, желавшими воссоединиться в рамках единой национальной территории. Для их переселения на территории Большердербетовского улуса (с 1930 года — Западный район) были выделены свободные земли. Среди прочих, возник посёлок Дон-Урал.
Летом 1942 года Дон-Урал, как и другие населённые пункты Западного района (улуса), был оккупирован. Освобождён в январе 1943 года бойцами 28-й армии и 110-й отдельной калмыцкой кавалерийской дивизии.
28 декабря 1943 года калмыцкое население было депортировано. После ликвидации Калмыцкой АССР посёлок входил в состав Западного района Ростовской области. Возвращён вновь образованной Калмыцкой автономной области в 1957 году (с 1958 года — Калмыцкая АССР).